# Eustrotia divisa
Eustrotia divisa är en fjärilsart som beskrevs av Saalmüller 1891. Eustrotia divisa ingår i släktet Eustrotia och familjen nattflyn. Inga underarter finns listade i Catalogue of Life.